# Calibre (horlogerie)
Pour les articles homonymes, voir Calibre.

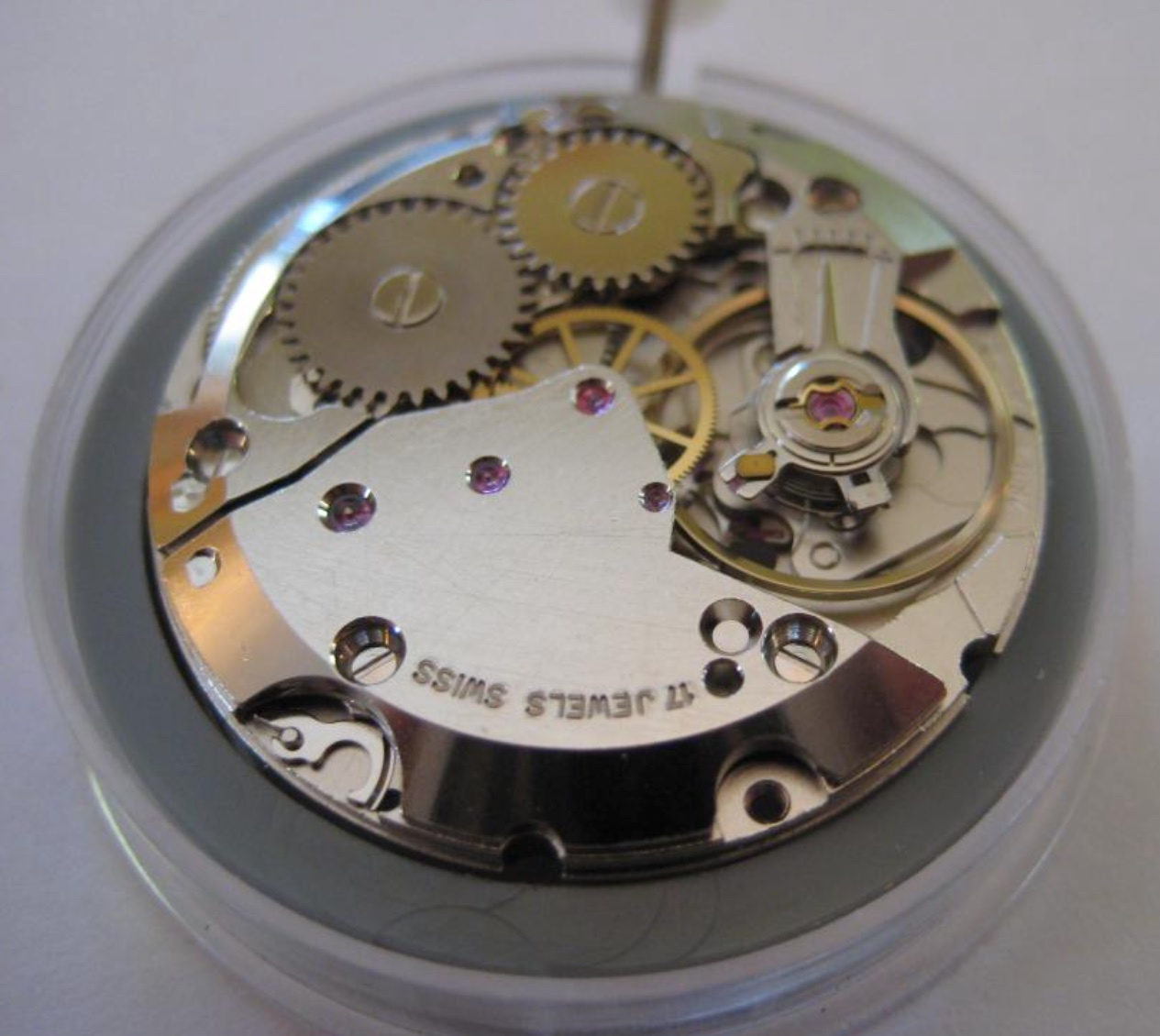
Un calibre mécanique suisse ETA 2801 mesurant 11,5 lignes.

Un calibre désigne un type de mouvement en horlogerie. À l'origine, il était synonyme d'une dimension, souvent exprimée en lignes, pour un mouvement d'horlogerie.
Il existe des calibres pour homme ou dame, mécaniques, automatiques, quartz ou hybrides. Le calibre de la marque du fabricant en désigne la provenance. En Suisse, cette marque de fabricant est dûment enregistrée à l'Institut fédéral de la propriété intellectuelle ainsi qu'à la Fédération de l'industrie horlogère suisse. Chaque mouvement doit en être pourvu avec l'indication du calibre.
Selon les règles douanières internationales, l'indication précise du calibre doit figurer sur chaque document douanier (factures) à l'exportation.
Ces indications ont pris une importance accrue depuis la montée en flèche des contrefaçons, dans la lutte des marques horlogères suisses pour la sauvegarde de leur patrimoine et du Swiss made.